# Microsoft Office 3.0
Microsoft Office 3.0 a fost cea de a doua versiune majoră de Microsoft Office pentru sistemul de operare Microsoft Windows, care a precedat Microsoft Office 95. Omițând versiunea 2 în întregime, Microsoft a lansat Office 3.0 la 30 august 1992. Componentele sale principale sunt Word 2.0C, Excel 4.0a, PowerPoint 3.0 și Mail, un client de rețea de mesagerie. Anterior, aceste componente au fost distribuite în mod separat, dar au fost combinate cu Microsoft Office într-o suită completă de birou. Microsoft Office a fost mai târziu rebrănduit de la Microsoft Office 3.0 la "Microsoft Office 92".
Această versiune timpurie a Microsoft Office utilizează extensii de fișiere care sunt încă utilizate în versiunile actuale, cum ar fi .doc pentru un document Word, .xls pentru o foaie de calcul Excel și .ppt pentru o prezentare PowerPoint, cu toate că acestea au fost recent înlocuite cu formatele docx, .pptx etc. (începând cu Microsoft Office 2007).